# Jan Vitéz
Jan Vitéz (chorvatsky Ivan Vitez od Sredne, maďarsky Vitéz János, * okolo 1408, Sredna – 8. srpna 1472, Ostřihom) byl humanistický vzdělanec, diplomat, astronom a římskokatolický církevní hodnostář (Jan VII. jako biskup velkovaradínský chorvatského původu.

## Životopis
Narodil se v Chorvatsku, studoval ve Vídni. Od roku 1445 byl biskupem ve Velkém Varadíně a od roku 1465 arcibiskupem v Ostřihomi.
Zastával řadu pozic ve vládách Matyáše Korvína. Zasloužil se o vznik Academie Istropolitany v Prešpurku, ve které se stal i kancléřem.
V roce 1471 se stal jedním z vůdců spiknutí proti králi Matyáši Korvínovi. Král ho nechal uvěznit na hradě Visegrád, pak ho držel v Ostřihomi v domácím vězení, kde zemřel v létě 1472.